# Ernst Gäumann
Ernst Albert Gäumann, född den 6 oktober 1893 i Lyss, kantonen Bern, död den 5 december 1963 i Zürich, var en schweizisk botaniker.
Gäumann var professor i botanik vid Eidgenössische Technische Hochschule Zürich. Han invaldes 1947 som utländsk ledamot av Kungliga Vetenskapsakademien.
Auktorsnamnet Gäum. kan användas för Ernst Gäumann i samband med ett vetenskapligt namn inom botaniken; se Wikipediaartiklar som länkar till auktorsnamnet.
- Wikimedia Commons har media som rör Ernst Gäumann.